# Lobelia holstii
Lobelia holstii är en klockväxtart som beskrevs av Adolf Engler. Lobelia holstii ingår i släktet lobelior, och familjen klockväxter. Inga underarter finns listade i Catalogue of Life.

## Bildgalleri

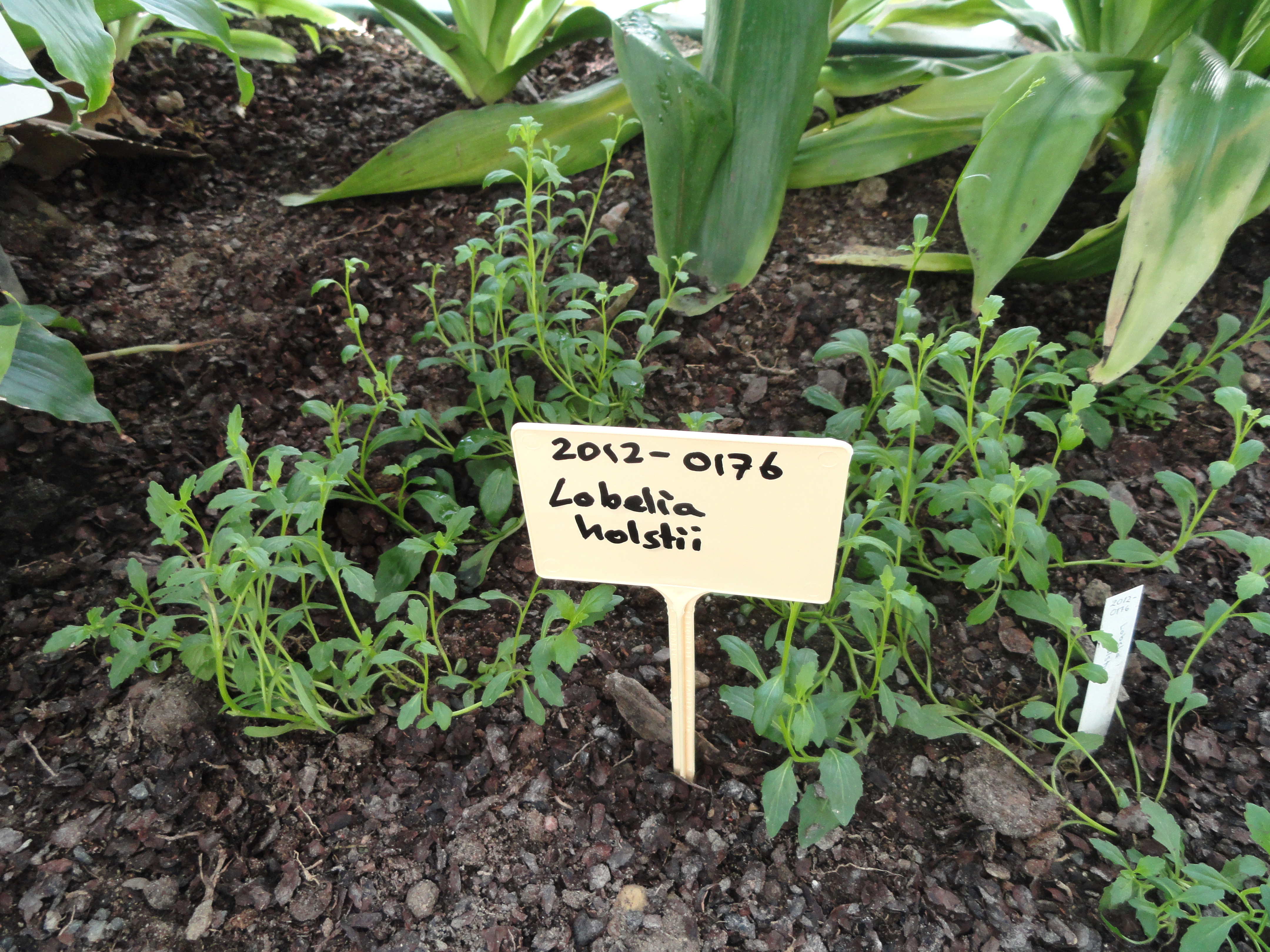
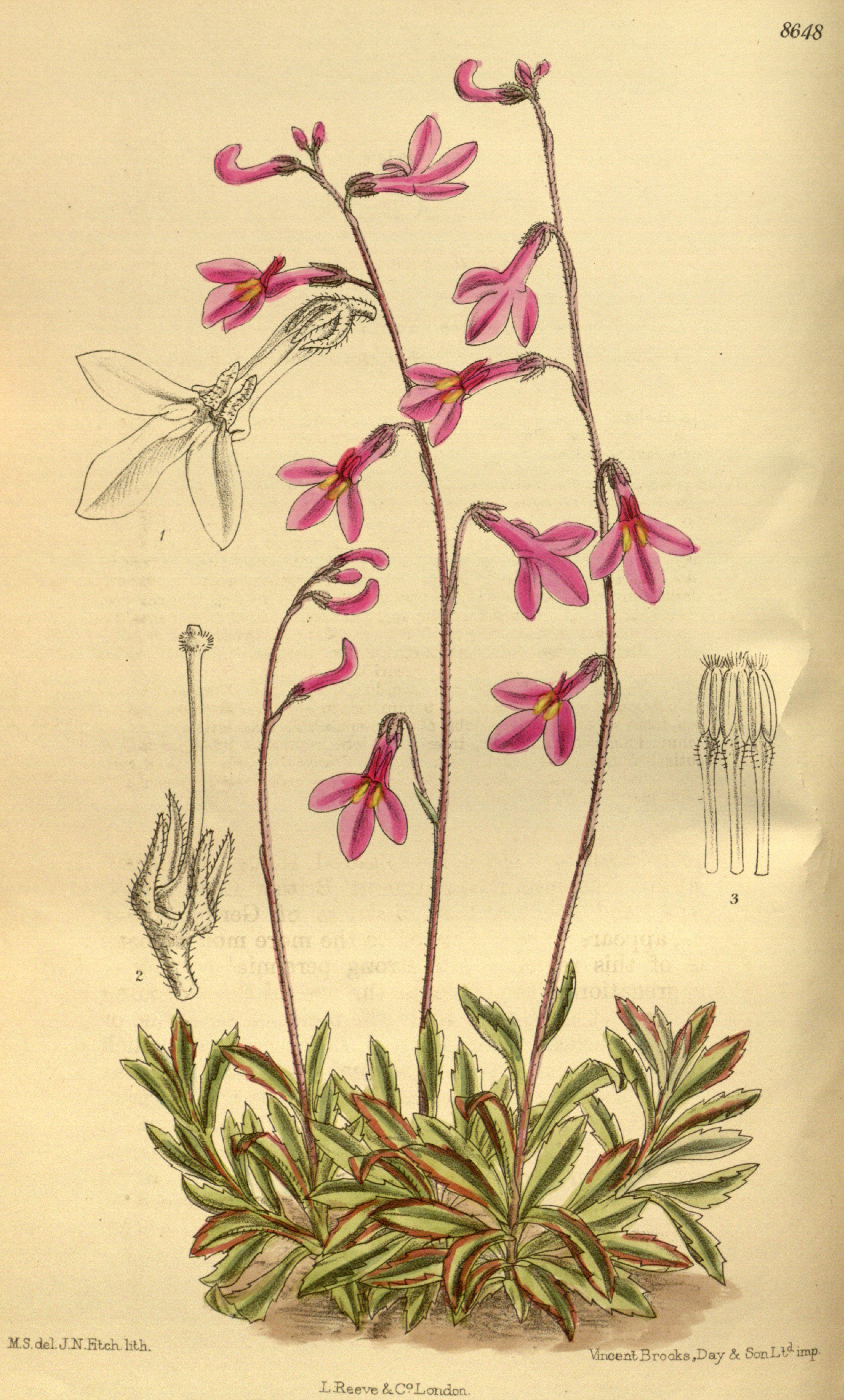